# Ню Близнецов
Ню Близнецов (ν Близнецов, Nu Geminorum, ν Geminorum, сокращ.  nu Gem, ν Gem), — двойная звезда, а возможно даже кратная звезда в северном зодиакальном созвездии Близнецов. Ню Близнецов имеет видимую звёздную величину +4,16m, и, согласно шкале Бортля, видна невооруженным глазом даже на городском небе (англ. City sky).
Из измерений параллакса, полученных во время миссии Hipparcos, известно, что звезда удалена примерно на 540 св. лет (167 пк) от Земли. Звезда наблюдается севернее 70° ю. ш., то есть видна практически на всей территории обитаемой Земли, за исключением приполярных областей Антарктиды. Лучшее время для наблюдения — декабрь.
Ню Близнецов движется весьма быстро относительно Солнца: её радиальная гелиоцентрическая скорость практически равна 39 км/с, что более чем в 4 раза больше скорости местных звёзд Галактического диска, а также это значит, что звезда удаляется от Солнца. По небосводу звезда движется на юго-запад.

## Имя звезды
Ню Близнецов (латинизированный вариант лат. Nu Geminorum) является обозначением Байера, данным им звезде в 1603 году. Хотя звезда и имеет обозначение  ν ( Ню — 13-я буква греческого алфавита), однако сама звезда — 16-я по яркости в созвездии. 18 Близнецов (латинизированный вариант лат. 18 Geminorum) является обозначением Флемстида.
Обозначения компонентов как Ню Близнецов Aa,Ab, AB, AD, AP, AQ, AR, AS и Ba,Bb вытекают из конвенции, используемой Вашингтонским каталогом визуально-двойных звёзд (WDS) для звёздных систем, и принятого Международным астрономическим союзом (МАС). Согласно сокращённому каталогу звёзд «Технический меморандум 33-507», содержащему 537 названий звёзд, звезда была названа Нукатай (англ. Nucatai), однако, данное имя не утверждено МАС.

## Свойства двойной звезды
Ню Близнецов — это широкая пара звёзд, которая ещё не полностью разобрана. В телескоп видно, что это две звезды, блеск которых +4,10m и +6,4m. Обе звезды отдалены друг от друга на угловое расстояние в 0,081 ", что соответствует большой полуоси орбиты между компаньонами, по крайней мере, 11,674 а. е. и периоду обращения по крайней мере, 18,75 лет (для сравнения радиус орбиты Сатурна равен 9,54 а. е. и период обращения равен 29,46 лет). У орбиты довольно большой эксцентриситет, который равен 0,297. Таким образом, в процессе вращения друг вокруг друга звёзды, то сближаются на расстояние 8,17 а.е. (то есть примерно до орбиты Сатурна (9,54 а. е.)), то удаляются на расстояние 15,14 а. е. (то есть примерно до орбиты Урана (19,22 а. е.)). Наклонение в системе не очень велико и составляет 72,9°, как это видится с Земли. Эпоха периастра, то есть год, когда звезды приблизились друг к другу на минимальное расстояние — 1992 год.
Если мы будем смотреть со стороны Ню Близнецов A на Ню Близнецов B, то мы увидим голубую звезду, которая светит с яркостью от −28,02m до −26,55m, то есть с яркостью от 3,25 до 0,83 светимости Солнц — в зависимости от положения звезды на орбите. Причём угловой размер звезды (в среднем) будет — ~0,26°, то есть в 2 раза меньше нашего Солнца. С другой стороны, если мы будем смотреть со стороны Ню Близнецов B на Ню Близнецов A, то мы увидим голубую звезду, которая светит с яркостью −29,02m до −27,55m, то есть с яркостью от 8,16 до 2,37 светимости Солнц. Причём угловой размер звезды (в среднем) будет — ~0,49°, то есть практически равен радиусу нашего Солнца. Более точные параметры звёзд приведены в таблице:
| | В периастре (8,17 а. е.) | В периастре (8,17 а. е.) | В периастре (8,17 а. е.) | В периастре (8,17 а. е.) | В апоастре (15,14 а. е.) | В апоастре (15,14 а. е.) | В апоастре (15,14 а. е.) | В апоастре (15,14 а. е.) |
| m | L/L⊙                     | D°                       | R/R⊙, %                  | m                        | L/L⊙                     | D°                       | R/R⊙, %                  |                          |
| --- | ------------------------ | ------------------------ | ------------------------ | ------------------------ | ------------------------ | ------------------------ | ------------------------ | ------------------------ |
| A→B | −28,02                   | 3,25                     | ~0,37                    | ~74 %                    | −26,55                   | 0,83                     | ~0,12                    | 24 %                     |
| B→A | −29,02                   | 8,16                     | ~0,70                    | ~140 %                   | −27,55                   | 2,37                     | ~0,38                    | ~76 %                    |
| - m — видимая звёздная величина; - L⊙ — светимость, выраженная в светимостях Солнца; - D° — угловой диаметр звезды выраженный в градусах (угловой диаметр Солнца — 0,5°); - R/R⊙, % — радиус звезды, выраженный в процентах от радиуса Солнца; |                          |                          |                          |                          |                          |                          |                          |                          |

### Свойства компонента A
Ню Близнецов A, судя по её спектральному классу B6III, является голубым гигантом, однако это не так, поскольку его масса равная 6,4 M⊙ характерна для бело-голубого карлика. Однако, для такого карлика характерна эффективная температура поверхности порядка 25 000 К, но спутник Gaia зафиксировал эффективную температуру звезды Ню Близнецов около 7876 К, а это значит, что звезда Ню Близнецов A перешла в стадию субгиганта, то есть водород в ядре звезды уже не служит ядерным «топливом», а сама звезда сошла с главной последовательности. Звезда, в таком случае, будет излучать энергию со своей внешней атмосферы при температуре порядка 7876 К что будет придавать ей характерный голубоватый цвет звезды спектрального класса B и будет делать её источником ультрафиолетового излучения 
.
В связи с большой светимостью звезды её радиус может быть измерен непосредственно, и первая такая попытка была сделана в 1922 году и поскольку звезда двойная, то скорее всего измерялся радиус наиболее яркого компонента. Данные об этих измерениях приведены в таблице.
| Год  | m    | Спектр | D (mas) | Rабс (R⊙) | Комм.  |
| 1922 | 4,06 | B5     | 0,6     | 3,2       | [ 14 ] |
| 1967 | 4,15 | B6IIIe | 0,34    | 4,4       | [ 15 ] |

Сейчас мы знаем, что исходя из теории звёздной эволюции радиус звезды должен быть 10,8 R⊙, то есть измерение 1969 года было наиболее адекватным, но не точным. Общая светимость двух звёзд измерена и составляет 486 L⊙. Из температуры и радиуса звёзды, используя закон Стефана — Больцмана, можно узнать, что светимость Ню Близнецов A составляет порядка 400 L⊙.
Скорость вращения у Ню Близнецов A почти в 80 раз больше солнечной и равна 160 км/с, что даёт период вращения звезды 7,7 дня, однако подобная скорость мала для оболочечной звезды, для которой характерна скорость более 200—250 км/с.
Неизвестен текущий возраст системы, но известно, что звёзды с массой 6,4 M⊙ живут на главной последовательности порядка 55 млн лет, а так как субгигант — это только стадия эволюции звезды, которая длится от 10 до 100 млн лет, то общий возраст системы вряд ли превышает 155 млн лет, а скорее составляет порядка 65 млн лет. Судя по её массе, звезда родилась как бело-голубой карлик спектрального класса B4V. В настоящее время звезда является субгигантом и, таким образом, через несколько десятков миллионов лет Ню Близнецов A станет красным гигантом. В этой фазе своего существования она может поглотить Ню Близнецов B, возможно, произведя вспышку, подобную новой звезде, а затем, сбросив внешние оболочки, она станет белым карликом.

### Свойства компонента B
Судя по её массе, звезда Ню Близнецов B родилась как бело-голубой карлик спектрального класса B7,5V, и в настоящее время звезда уже стала субгигантом, либо находится в стадии перехода к состоянию субгиганта. Это можно проверить следующим способом: эффективная температура поверхности карлика должна быть порядка 12 000 К, однако спутник Gaia зафиксировал температуру звезды Ню Близнецов как 7876 К, а это значит, что поверхность карлика расширяется/расширилась и температура Ню Близнецов B падает/упала в зависимости от текущей стадии жизни звезды. Точный радиус звезды неизвестен, однако, во-первых, он должен быть не меньше радиуса бело-голубого карлика, то есть быть не менее 3,25 R⊙. Во-вторых, на стадии субгиганта, когда поверхностная гравитация равна обычно 103,6 см/с2, радиус подобной звезды равен примерно 5,6 ХХКщЪЪ. Из температуры и радиуса звезды, используя закон Стефана — Больцмана, можно узнать, что их светимость составляет порядка 100 L⊙.
Спектры показывают наличие Be-звёзд или Be-звёзд в системе. Причём, скорее всего, выбросы поступают от компонента B и, возможно, звезда является переменной типа Гаммы Кассиопеи.

## История изучения кратности звезды
В 1876 году О. В. Струве открыл двойственность Ню Близнецов, то есть открыл компонент AB и звёзды вошли в каталоги как STTA 77. Затем в 1890 году Ш. У. Бёрнхемом было определено, что звезда является семикратной, то есть были открыты компоненты AD, AP, AQ, AR, AS, а также было высказано предположение, что компонент B является двойной звездой и звезды вошла в каталоги как BU 1192. В 1920 году немецкий астроном Е. Берневиц (англ. Bernewitz E.) открыл, что компонент A сам является двойной звездой (то есть открыл компоненты Aa и Ab) и звезда вошла в каталоги как BTZ 1. В 1997 году американский астроном Дейли, Дж. А. (англ. Daley, James A.) открыл, что система Ню Близнецов является как минимум девятикратной звездой, то есть открыл компонент AD и звезда вошла в каталоги как DAL 33. Согласно Вашингтонскому каталогу визуально-двойных звёзд, параметры этих компонентов приведены в таблице:
| Компонент | Год  | Количество измерений | Позиционный угол | Угловое расстояние | Видимая звёздная величина компонента I | Видимая звёздная величина компонента II |
| Aa,Ab     | 1920 | 43                   | 124°             | 0,2″               | 4,10m                                  | 5,10m                                   |
| Aa,Ab     | 1991 | 43                   | 310°             | 0,1″               | 4,10m                                  | 5,10m                                   |
| Aa,Ab     | 2018 | 43                   | 125°             | 0,1″               | 4,10m                                  | 5,10m                                   |
| AB        | 1876 | 38                   | 329°             | 112,50″            | 4,10m                                  | 8,01m                                   |
| AB        | 2015 | 38                   | 330°             | 112,80″            | 4,10m                                  | 8,01m                                   |
| AD        | 1997 | 3                    | 56°              | 53,9″              | 4,10m                                  | 12,90m                                  |
| AD        | 2007 | 3                    | 56°              | 53,30″             | 4,10m                                  | 12,90m                                  |
| AP        | 1890 | 3                    | 358°             | 22,7″              | 4,10m                                  | 15,10m                                  |
| AP        | 1958 | 3                    | 360°             | 23,7″              | 4,10m                                  | 15,10m                                  |
| AP        | 2007 | 3                    | 359°             | 24,5″              | 4,10m                                  | 15,10m                                  |
| AQ        | 1890 | 6                    | 13°              | 53,9″              | 4,10m                                  | 13,90m                                  |
| AQ        | 2007 | 6                    | 14°              | 55,10″             | 4,10m                                  | 13,90m                                  |
| AR        | 1890 | 7                    | 255°             | 56,8″              | 4,10m                                  | 12,60m                                  |
| AR        | 1924 | 7                    | 254°             | 55,6″              | 4,10m                                  | 12,60m                                  |
| AR        | 2007 | 7                    | 256°             | 56,5″              | 4,10m                                  | 12,60m                                  |
| AS        | 1890 | 6                    | 12°              | 92,1″              | 4,10m                                  | 13,17m                                  |
| AS        | 2007 | 6                    | 12°              | 93,1″              | 4,10m                                  | 13,17m                                  |
| Ba,Bb     | 1890 | 45                   | 346°             | 0,2″               | 8,60m                                  | 8,90m                                   |
| Ba,Bb     | 1991 | 45                   | 354°             | 0,1″               | 8,60m                                  | 8,90m                                   |
| Ba,Bb     | 2010 | 45                   | 318°             | 0,2″               | 8,60m                                  | 8,90m                                   |

Обобщая все сведения о звезде, можно сказать, что у звезды Ню Близнецов есть спутник (компонент Aa,Ab), звезда 5-й величины, находящийся на очень малом угловом расстоянии, которое он изменил, двигаясь по эллиптической орбите, в течение последних почти 100 лет и он, несомненно, настоящий компаньон.
Рядом находится, звезда 8-й величины (компонент AB), находящаяся на угловом расстоянии 112,8 секунд дуги у которой известен каталожный номер — HD 257937. У звезды известен параллакс, и судя по нему звезда находится на расстоянии порядка 723 св. лет, и соответственно она в систему Ню Близнецов не входит, являясь просто фоновой звездой, лежащей на линии прямой видимости, отстоя от системы Ню Близнецов на расстояние примерно в 180 св. лет. Однако ещё в XX веке считалось, что звезда может входить в систему Ню Близнецов и что звезда может находится как минимум в 17 000 а. е. от внутренних звёзд, и что на один её оборот по орбите уходит как минимум 1500 лет. Так же рядом находится компонент AD, открытый не так давно, который является звездой 13-й величины, находящейся на угловом расстоянии 53,3 секунд дуги, и о котором пока ничего определённого сказать нельзя.
Также рядом находится некоторое количество звёзд, открытые в 1890 году. Это и звезда 15-й величины (компонент AP), находящаяся на угловом расстоянии 24,5 секунд дуги и звезда 14-й величины (компонент AQ), находящаяся на угловом расстоянии 55,1 секунд дуги которые, судя по их движениям, не входят в систему Ню Близнецов.
Также рядом находится звезда 13-й величины (компонент AR), у которого известен каталожный номер — WDS J06290+2013R, находящаяся на угловом расстоянии 56,5 секунд дуги. Судя по её параллаксу, звезда находится на расстоянии порядка 6000 св. лет. Также рядом находится звезда 13-й величины (компонент AS, у которого известен каталожный номер — WDS J06290+2013S, находящаяся на угловом расстоянии 93,1 секунд дуги, и судя по её параллаксу, звезда находится на расстоянии порядка 5750 св. лет, и соответственно они обе в систему Ню Близнецов не входит, являясь фоновыми звездами, лежащими на линии прямой видимости. Возможно, что компонент B, скорее всего, сам является двойной звездой, в которой звезда 8-й величины разрешается на две звезды: компоненты Ba и Bb. Но в любом случае, в систему Ню Близнецов они не входят.